# Anthony Babington

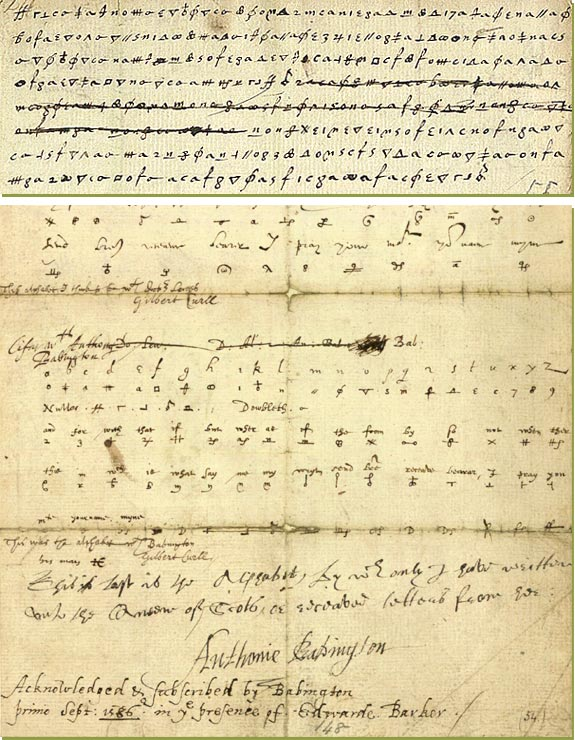
Brevet Maria Stuart skrev till Anthony Babington, med det falska tillägget med Babingtons signatur.

Anthony Babington, född den 24 oktober 1561, död den 20 september 1586, var en engelsk ädling. Han dömdes och avrättades för högförräderi efter att ha haft en ledande roll i en konspiration mot Elisabet.

## Biografi
Anthony Babington föddes i en välbeställd engelsk familj i Derbyshire, England. som tredje son till Mary Darcy och Sir Henry Babington. Babingtons familj var katoliker men vågade inte visa detta öppet eftersom England nu blivit protestantiskt. Att vara katolik var inte längre accepterat och under den senare halvan av drottning Elisabets styre till och med olagligt. Babington stannade kvar i Derbyshire till 1577 då han under en kort tid jobbat som page åt earlen av Shrewsbury som ansvarade för Elisabets kusin, Maria Stuart. Earlen höll henne fången på sitt gods, Hardwick Hall på order av hennes majestät. Det var under Babingtons tid hos earlen som han fick medkänsla för den fängslade Maria och konspirationsplanen började ta form. 1579 gifte sig Babington med Margery Draycot och ett år senare flyttade han till London för att studera juridik.

## Konspirationen
1582 flydde Babington till Paris 1582 efter att en medkonspiratör blivit mördad. Han träffade två betydelsefulla män, Marys man Tomas Morgan och den katolska prästen John Ballard. Mellan dessa män, och ett antal andra, började en konspirationsplan växa fram. Den gick ut på att ersätta den nuvarande protestantiska drottningen Elisabet med hennes fängslade kusin. Konspiratörerna beslöt sig för att Maria behövde informeras och därför startades en brevväxling (där breven smugglades i öltunnor), mellan henne och bland annat Babington. Maria fick nu ta del av och säga sin mening om vad som föregick. 
Allt verkade gå som planerat men vad man inte kunde förutse var att Elisabets sekreterare, sir Francis Walsingham, hade kommit konspirationen på spåret. När han börjat undersöka saken närmare så fann han namnet på en av konspiratörerna och kunde även gripa honom. Mannen, vid namn Gilbert Gifford, undslapp bestraffning då han gick med på att bli dubbelagent. Gilbert var den man som smugglade brevväxlingen mellan Maria och konspiratörerna. Det han nu gjorde var att först visa breven för Walshingham, som på detta sätt blev väl insatt i planerna. Ett brev, från Babington, avslöjade att konspiratörerna nu skulle sätta sin plan i verket; Elisabet skulle mördas och Maria bli drottning av England. I Marias svar accepterade hon vad som skulle ske men pekade även på vikten av assistans från utlandet för att aktionen skulle lyckas. 
Walshingham bestämde sig nu för att ingripa. Konspiratörerna med Babington i spetsen blev överrumplade och inspärrade, ett snopet slut för en av den tidens största konspirationer. Babington erbjöd Elisabet summan £1000 mot frisläppning. men inget kunde mildra hans straff. Männen blev dömda för högförräderi och på grund av det massiva folkhatet mot dem blev straffet inte nådigt. Det blev en hänsynslös och grym avrättning där de blev fastspända och dragna efter hästar genom Londons gator, därefter hängdes de och styckades. Deras kroppsdelar sattes slutligen ut på utvalda platser som en varning till andra med liknande planer. Mary nekade till alla anklagelser och lär bl.a. ha sagt att hon fått brev men inte vetat varifrån och heller aldrig svarat.